# Gustave Gillman
Gustave Gillman (* 1856 in London; † Februar 1922 in Brasilien) war ein Eisenbahningenieur und Fotograf.

## Leben
Seine Eltern waren Robert und Caroline, die Tochter von Alphonse Bovet, aus der Familie Bovet de Chine, wie sie in Neuchâtel genannt wird.
Gustave Gillman reiste viel in seiner Kindheit. Er studierte in England und wurde Zivil- und Bergbauingenieur.
1873–1875 arbeitete er bei der London, Chatham and Dover Railway. Danach folgte er seinem älteren Bruder Frederick (Fritz; 1845–1925) nach Spanien in die Provinz Granada, wo er seine künftige Frau kennenlernte. Im Juni 1881 heiratete er in Gibraltar María del Rosario Sirvent de Berganza (oder Braganza). Er arbeitete in Linares, der Provinz Almería und Provinz Granada.
1889 begann er bei der britischen Eisenbahngesellschaft The Great Southern of Spain Railway Company Limited (Ferrocarril del Almanzora). Er leitete den Streckenbau zwischen Lorca, Baza und dem Strand El Hornillo bei Águilas (vgl. Águilas#Geschichte). Um 1893 zog die Familie nach Águilas. Sie hatten elf Kinder, von denen sieben die Kindheit überlebten. Anfang 1894 erfand er Gillmans Tachymeter-Diagramm. Von 1897 bis 1911 war er, als Nachfolger von Henry Atwell Purdon, General Manager der Gesellschaft.

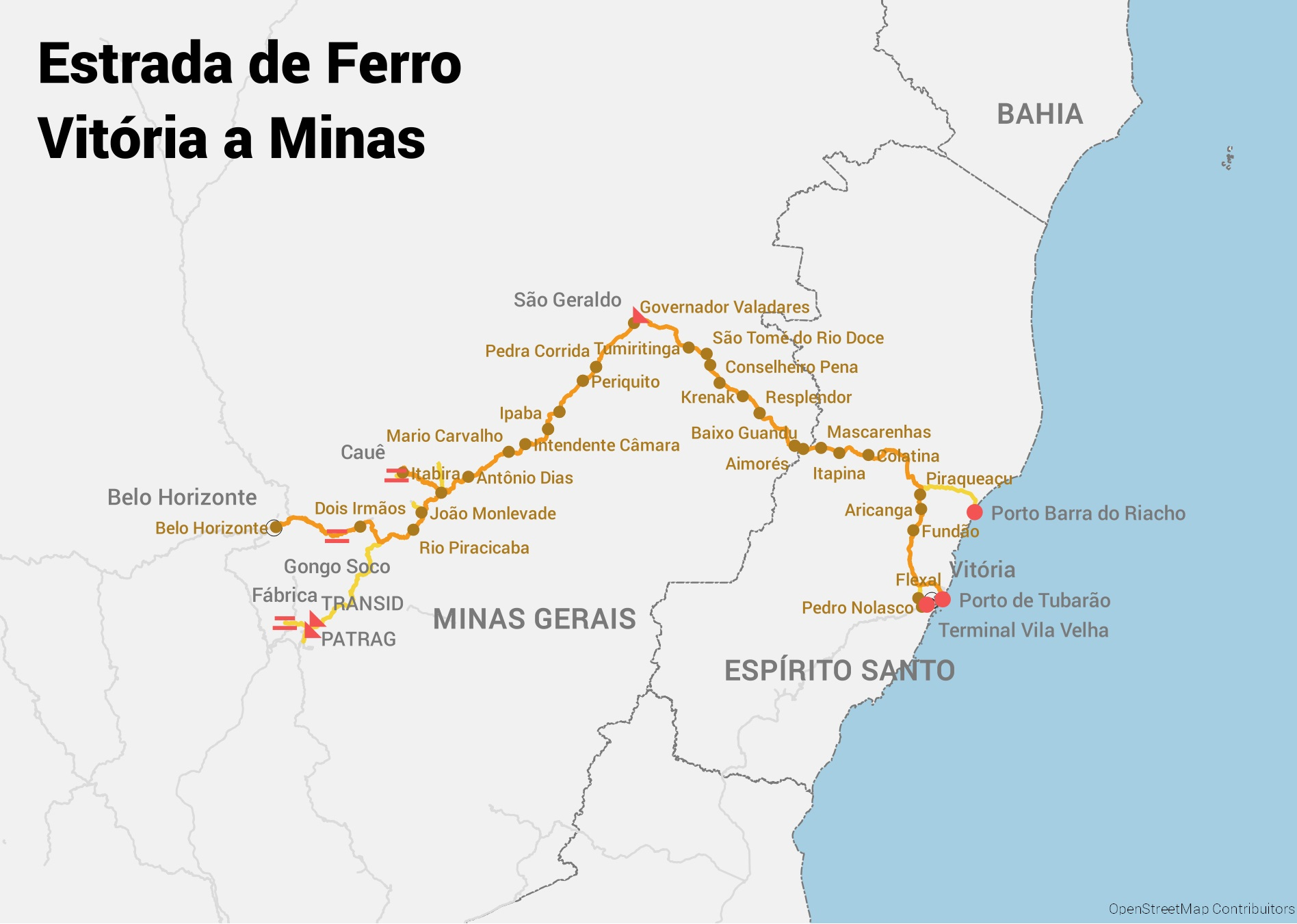
Eisenbahnstrecke der Estrada de Ferro Vitória a Minas

Ab 1913 arbeitete er in Brasilien als Generalsuperintendent am Bau der Eisenbahn zwischen Vitória und Itabira im Bundesstaat Minas Gerais (Estrada de Ferro Vitória a Minas). Am 15. Dezember 1929 wurde die nach ihm benannte Bahnstation Engenheiro Guillman eingeweiht.
Er war auch ein begabter Fotograf und nahm während der Arbeit oder auf Reisen seine Kamera, Stativ und Glasplatten mit. Anhand seiner Fotografien fertigte er auch Öl- oder Aquarell Malerei. Darüber hinaus zog ihn die Astronomie an. Bestattet wurde er in Petrópolis. In Aguilas ist die Calle Gustavo Gillman nach ihm benannt.

## Schriften
- Shipping Iron Ore at Aguilas; 1908